# إد هاركورت
إد هاركورت (بالإنجليزية: Ed Harcourt)‏ هو عازف بيانو ومغني ومغن مؤلف بريطاني، ولد في 14 أغسطس 1977 في لويس في المملكة المتحدة.

## وصلات خارجية
- الموقع الرسمي
- إد هاركورت على موقع IMDb (الإنجليزية)
- إد هاركورت على موقع ميوزك برينز (الإنجليزية)
- إد هاركورت على موقع أول ميوزيك (الإنجليزية)
- إد هاركورت على موقع ديسكوغز (الإنجليزية)
- إد هاركورت على موقع قاعدة بيانات الفيلم (الإنجليزية)
- إد هاركورت على موقع كينوبويسك (الروسية)